# Ampie's Broadcasting Corporation Suriname
Ampie's Broadcasting Corporation N.V. (ABC Suriname), of zoals het zichzelf afficheert ABC, the lovestation, is een Surinaamse omroep die zowel via een radio- als televisiezender uitzendingen verzorgt. Het bedrijf is gevestigd aan de Maystraat in Paramaribo.

## Geschiedenis
André (Ampie) Kamperveen is de oprichter van dit bedrijf. In de jaren 50 is hij als reclamemaker begonnen. Hij stond ook aan de wieg van een andere Surinaamse zender, Radio Apintie, waar hij gedurende 15 jaar als omroepleider gewerkt heeft. Andrés grootste droom werd gerealiseerd, toen hij op 6 december 1975 zijn eigen radiobedrijf opstartte.
Radio ABC heeft sinds zijn oprichting in 1975 een prominente plaats ingenomen in het radiospectrum van Suriname. Nieuws, actualiteiten, humor, sport en veel muziek waren de ingrediënten die ABC al gauw tot een veelbeluisterd station maakten.

## Monddood
Radio ABC gold als een kritisch geluid tegenover de militaire machthebbers die in 1980 de touwtjes in handen hadden genomen in Suriname. In 1982 is door de militaire dictatuur onder leiding van Desi Bouterse, geprobeerd het station monddood te maken. Bij de Decembermoorden kwamen zowel André Kamperveen als journalist Frank Wijngaarde om het leven. Twee radiostations, ABC en Radika, werden in brand gestoken. Gedurende 11 jaar kon ABC niet uitzenden. Het hoofdgebouw van een dagblad en een vakbondsgebouw werden ook in de as gelegd.
In de betreffende nacht verbood Bouterse in eigen persoon de brandende gebouw te blussen met daarin twee radiostations, de Moederbond en de krant De Vrije Stem. Het NOS-programma Zorg en Hoop zond hier een maand na de gebeurtenis een bandopname van uit.

## Heroprichting
Met de officiële heropening door John Kamperveen en Ilse Labadie op 6 december 1993 werd ABC opnieuw opgericht. John en Henk Kamperveen, beide zonen van André Kamperveen, waren reeds sinds 1991 bezig met de voorbereidingen voor deze heroprichting. "The lovestation" begon het nieuwe tijdperk op 101.7 FM en de formule bleef steeds vergelijkbaar met die uit de beginjaren van de zender, aangevuld met hedendaagse ideeën vervat in een dagelijkse horizontale programmering.

## ABC TV
In december 1997 startte ABC met haar televisiestation op kanaal 4 in Suriname. Volgens dezelfde ABC-ideologie begon een groep programmamakers, tv-regisseurs en presentatoren aan een nieuwe uitdaging bij deze omroep. Het Surinaamse kijkerspubliek werd vanaf dat moment nieuwe televisieprogramma's en actualiteiten voorgeschoteld. Dj's die vooraf alleen te horen waren, kreeg men voortaan te zien op kanaal 4, een nieuwigheid op de Surinaamse televisie. Programmamakers als Sharma Chin A Foeng, Quintis Ristie en Liliana Arias behoorden tot de kern jonge televisie-makers bij deze omroep. ABC introduceerde een concept van radio en televisie voor jongeren. Wat begon als experiment van vakantieprogramma's in samenwerking met ATV/Telesur groeide uit tot televisie voor jongeren. Programma's als SPEL TV, Switch, de Weekkrant brachten jongeren een mix van entertainment en actualiteiten. Het aanbod werd binnen twee jaar uitgebreid met een eigen actualiteitenprogramma, Magazine 4.
Sinds de omschakeling van analoog- naar digitale televisie heeft ABC-TV twee kanalen: 4.1 en 4.2.

## Radio & televisie programma's
ABC heeft zowel op de radio als op de televisie, talloze programma's. In de volgende lijst worden alleen de eigen producties getoond:
Radio:
1. ABC Aktueel - Maandag t/m vrijdag van 8:00 - 9:00 a.m.
2. Nieuws 10.00 - Maandag t/m vrijdag om 10:00 a.m.
3. Nieuws 12.00 - Maandag t/m vrijdag om 12:00 a.m.
4. De Nieuwsshow - Maandag t/m zaterdag om 14:00 uur.
5. Welingelichte Kringen - Iedere zondag van 12.30 tot 14.00 uur.
6. El Son Caliente.
7. 4-6 Radio Mix.
8. 101 Lounge.
9. ABC Klassiek.
10. Beter Weten = Beter Eten.
11. De Ruil Radio.
12. Friday Variety Vibes.
13. Koosbanti Nanga Alesi.
14. Midweek Special.
15. Reggae Fever.
16. Sunday Night Jazz.
17. Sunday Night Slow Jams.
18. The Good Time Oldies.
19. The Morning Club.
20. The Quiet Storm.
21. Urban Radio.
22. Animal SOS.

Televisie:
1. Nederlands:
  - De Weekkrant.
  - Magazine-4.
  - Start & Finish.
  - Switch.
  - Spel T.V.
  - Topsport.

1. Engels:
  - Bob the Builder (2002 - 25 december 2005)
  - Disney:
    - Bear in the Big Blue House (2002 - 25 december 2005)
    - Out of the Box (2002 - 25 december 2005)
    - Rolie Polie Olie (2002 - 25 december 2005)

  - The Wiggles (2002 - 25 december 2005)

## Overlijden John
Op 1 november 2003 overleed directeur maar ook smaakmaker van ABC Radio, John Kamperveen, vrij plotseling op 57-jarige leeftijd als gevolg van een bacteriële infectie. Henk is tot op heden de enige directeur gebleven.